# Diabelski Kamień na Styrku
Diabelski Kamień na Styrku – ostaniec wierzchołkowy w miejscowości Brzezowa w województwie małopolskim, w powiecie myślenickim, w gminie Dobczyce na Pogórzu Wiśnickim. Znajduje się na szczycie wzgórza Styrek (366 m n.p.m.). Zbudowana z piaskowca istebniańskiego skała znajduje się tuż przy drodze prowadzącej do osiedla domków letniskowych nad Jeziorem Dobczyckim. Jest to ambona o wysokości 4,5 m, długości 5 m i szerokości 3,5 m. Jest dobrze widoczna z drogi prowadzącej do osiedla, gdyż znajduje się na niewielkiej łączce. Stoki opadające do Jeziora Dobczyckiego natomiast są porośnięte lasem.
W Brzezowej nad południowym brzegiem Jeziora Dobczyckiego, znajduje się jeszcze druga wybitna skałka piaskowcowa - Padreland.

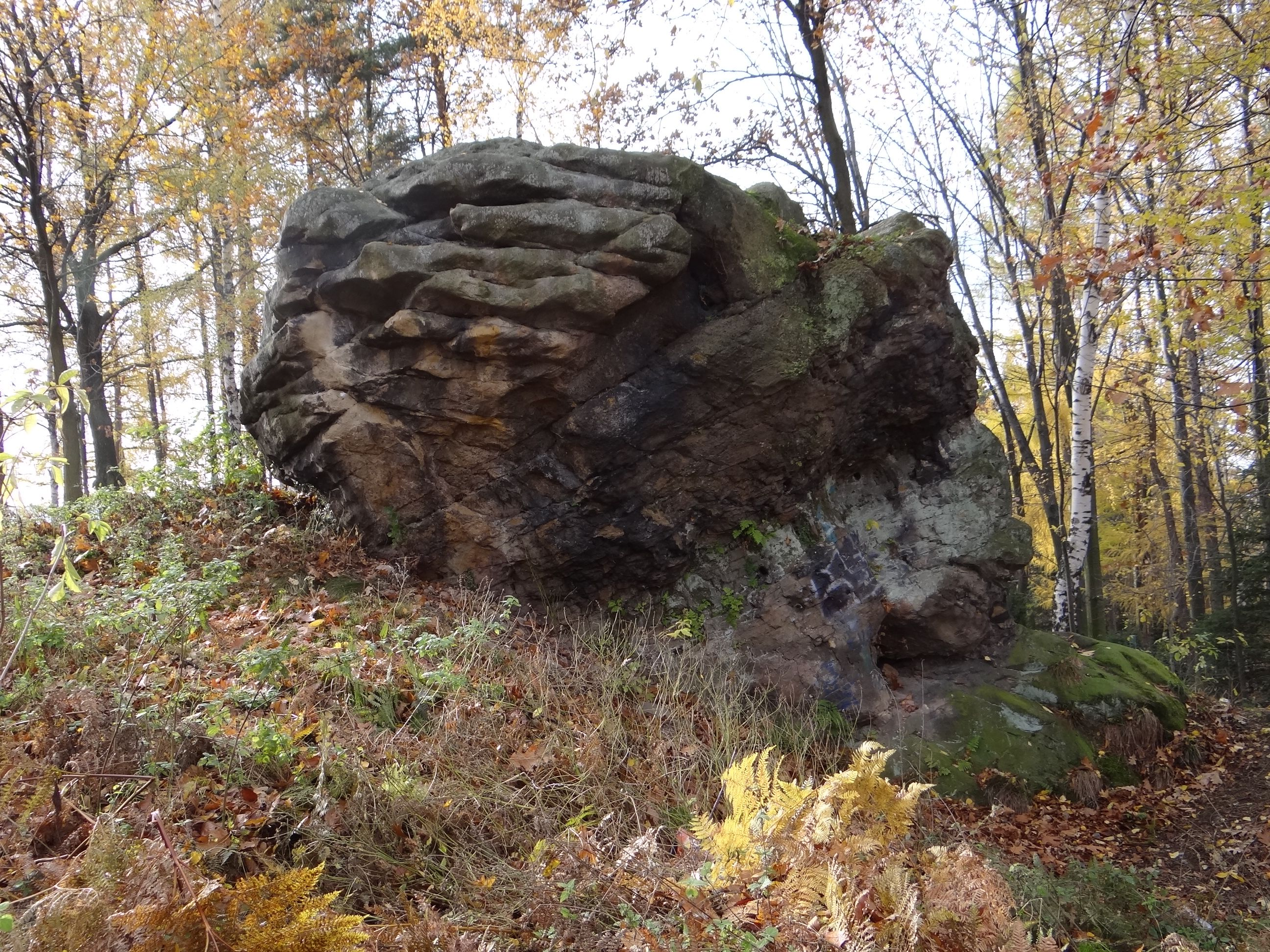
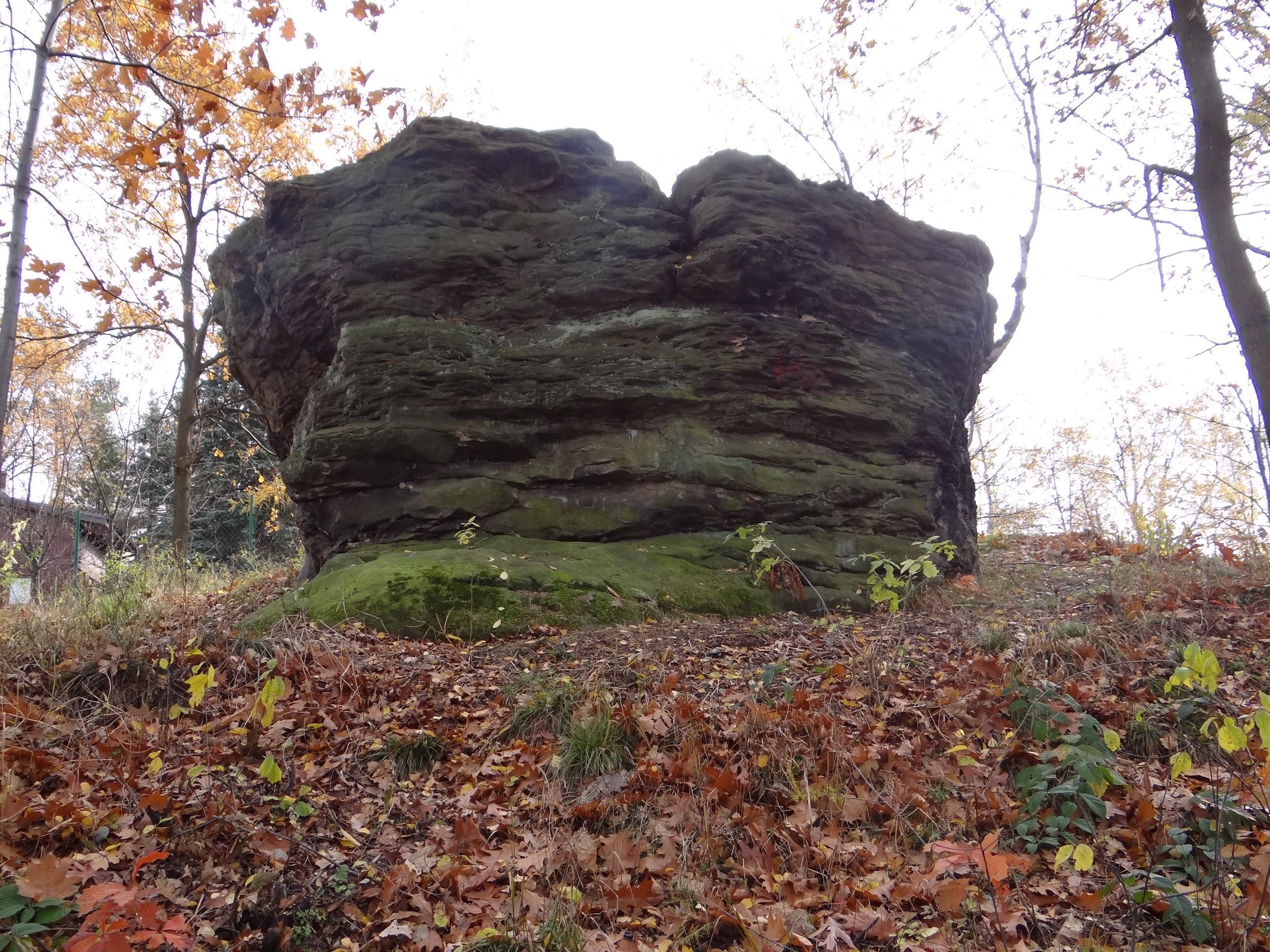
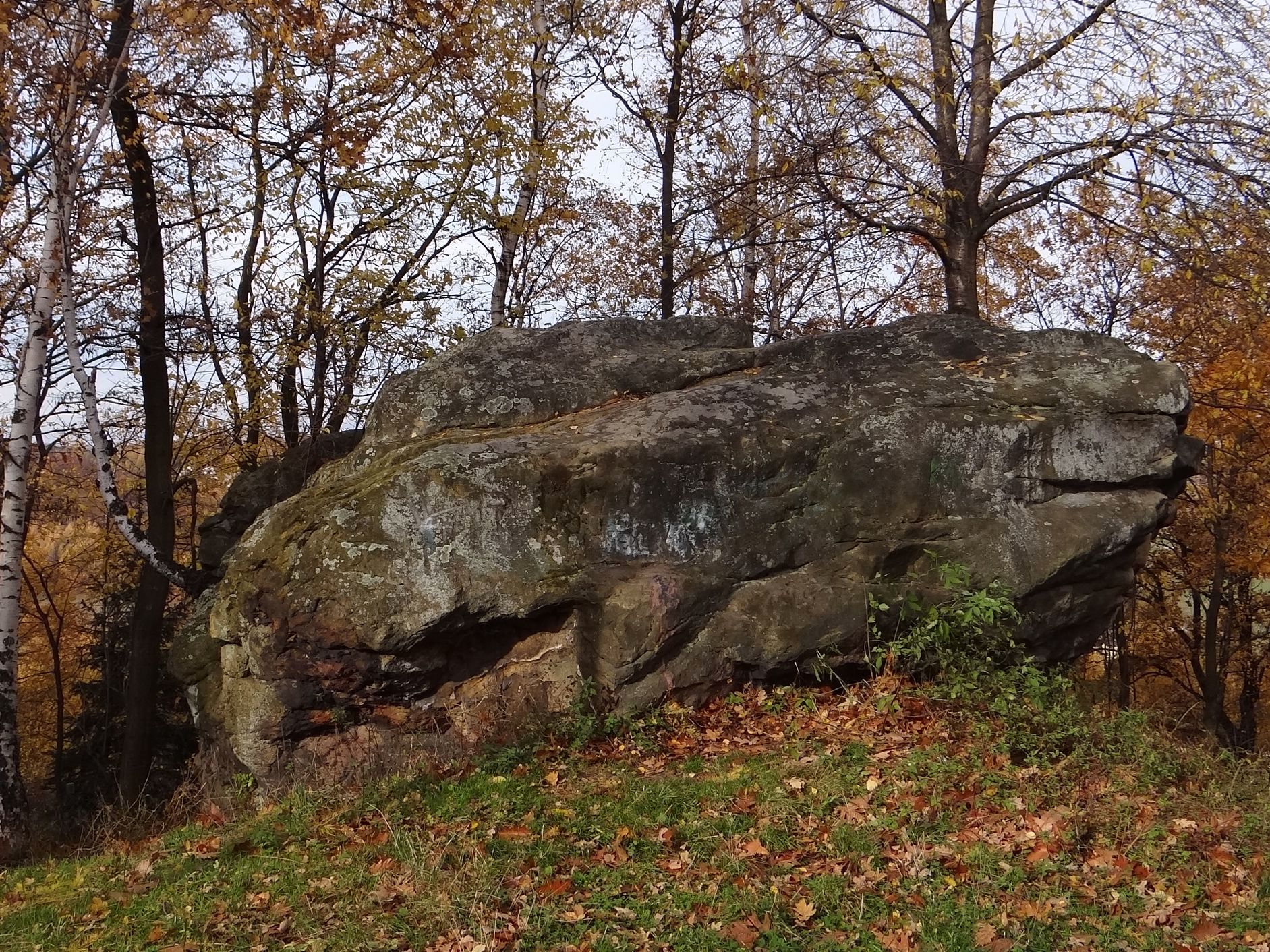
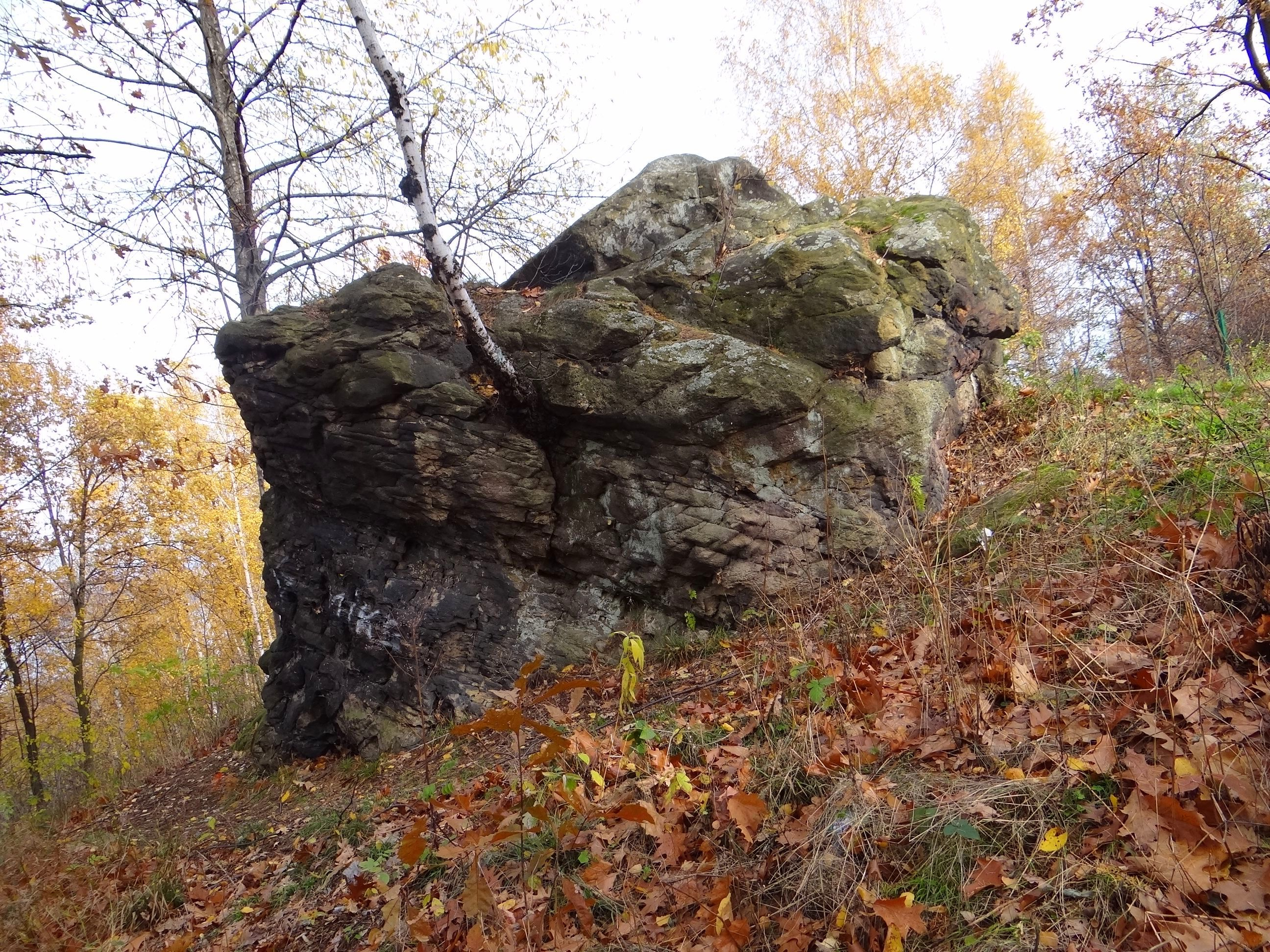